# Dolní Dubňany
Dolní Dubňany (en allemand : Unterdubnian) est une commune du district de Znojmo, dans la région de Moravie-du-Sud, en République tchèque. Sa population s'élevait à 484 habitants en 2020.

## Géographie
Dolní Dubňany se trouve à 7 km à l'ouest de Moravský Krumlov, à 26 km au nord-est de Znojmo, à 32 km au sud-ouest de Brno et à 172 km au sud-est de Prague.
La commune est limitée par Jamolice au nord, par Dobřínsko à l'est, par Rybníky et Tulešice au sud, et par Horní Dubňany à l'ouest.

## Histoire
La première mention écrite du village date de 1351.